# Hohenbergia vestita
Hohenbergia vestita är en gräsväxtart som beskrevs av Lyman Bradford Smith. Hohenbergia vestita ingår i släktet Hohenbergia och familjen Bromeliaceae. Inga underarter finns listade i Catalogue of Life.